# Crookham Village
Crookham Village è un villaggio e parrocchia civile dell'Inghilterra, appartenente alla contea dell'Hampshire.